# Lejsčíkovití
Lejsčíkovití (Petroicidae) představují čeleď pěvců. Zahrnují okolo 50 druhů původem z Oceánie, kdy jejich centrem diverzity je Austrálie a Nová Guinea, několik druhů se však rozšířilo až na Nový Zéland, Novou Kaledonii, Norfolk, Vanuatu, Šalomounovy ostrovy, Fidži či Samou. Ačkoli byli historicky klasifikováni v rámci lejskovitých (Muscicapidae), nejsou s nimi blíže příbuzní a představují jednu z bazálních linií passeridních zpěvných ptáků. Lejsčíkovití bývají podsadití, s velkou a kulatou hlavou a výraznýma očima, někdy i pestrým opeřením. Pohlavní dimorfismus ve zbarvení se objevuje pouze u některých rodů, nedospělí jedinci se vyznačují zbarvením nápadně odlišným od jeho dospělé podoby.
Lejsčíkovití žijí především v různých typech zalesněných biotopů a živí se především hmyzem, který typicky vyhledávají z nízkého posedu nad zemí. Několik druhů migruje, ale jejich migrace zůstávají jen špatně probádány. Lejsčíkovití žijí v monogamních, často dlouhodobě stabilních párech, k nimž se mohou přidružovat i „pomocníci“ („helpers“) etablovaní z potomků z předchozích snůšek. Hnízdo má podobu otevřené misky, na jeho stavbě i následné inkubaci se podílí samice.

## Systematika
Za popisnou autoritu čeledi lejsčíkovitých (Petroicidae) je pokládán australský přírodovědec Gregory Mathews (1920). Mladším synonymem pro tuto čeleď je Eopsaltriidae. V tradičním systému lejsčíkovití vystupovali spíše v rámci čeledi lejskovitých (Muscicapidae), přičemž někteří větší zástupci mohli být ve starších systémech separátně vedeni i mezi pištcovitými (Pachycephalidae) nebo ťuhýkovitými (Laniidae). Zvažovanou příbuznost lejskovitých a lejsčíkovitých vyloučily již průkopnické studie založené na DNA–DNA hybridizaci, přičemž v monografii Sibley a Monroe (1990) vystupuje čeleď Eopsaltriidae jakožto součást korvidního kladu zpěvných ptáků.
Pozdější molekulárně-fylogenetické studie lejsčíkovité určily jakožto jednu z bazálních linií zpěvných passeridních, oproti lejsčíkovitým rozšířených zejména na severní polokouli. Konkrétní příbuzenské vztahy však zůstávají rozporuplné. Některé genetické analýzy pokládají lejsčíkovité za sesterské vůči kladu tvořenému rody Eupetes, Picathartes a Chaetops – tento klad je pozoruhodný skutečností, že všechny uvedené rody jsou reliktní a zahrnují vzhledem nepodobné druhy s výrazně oddělenými areály výskytu.
Původně byly rozlišovány tři podčeledi lejsčíkovitých, a sice Drymodinae, Petroicinae a Eopsaltriinae, které na základě opeření, vzhledu vajec, kraniálních znaků a chování vytyčili Schodde & Mason (1999). Příbuzenské vztahy lejsčíkovitých však zůstávaly jen špatně pochopeny. První podrobný náhled na fylogenezi lejsčíkovitých přinesla studie Loynes & kol. (2009), jež odhalila, že do té doby akceptované vnitřní členění nerespektuje požadavek na holofyletismus taxonů. Pozdější práce Christidis & kol. (2011) určila některé původní rody lejsčíkovitých jako neholofyletické (Eopsaltria, Microeca, Poecilodryas, Peneothello) a představila konkrétní taxonomickou revizi s celkem šesti vymezenými podčeleďmi. Následující seznam rodů doplněný poznámkami vychází z IOC World Bird List, v14.1 a respektuje podčeledi na základě výše uvedené studie z roku 2011 (byť ty mohou být někdy „poníženy“ na úroveň tribů v podčeledích Petroicinae a Eopsaltriinae):
- podčeleď Eopsaltriinae
  - Tregellasia Mathews, 1912 [P. 1]
  - Quoyornis Mathews, 1912 [P. 2]
  - Eopsaltria Swainson, 1832
  - Gennaeodryas Mathews, 1920 [P. 3]
  - Melanodryas Gould, 1865
  - Peneothello Mathews, 1920 [P. 4]
  - Poecilodryas Gould, 1865
  - Plesiodryas Mathews, 1920 [P. 3]
  - Heteromyias Sharpe, 1879
- podčeleď Drymodinae
  - Drymodes Gould, 1841
- podčeleď Microecinae [P. 5]
  - Microeca Gould, 1841
  - Monachella Salvadori, 1874
  - Cryptomicroeca Christidis, Irestedt, Rowe, Boles & Norman, 2012
  - Kempiella Mathews, 1913
  - Devioeca Mathews, 1925
- podčeleď Petroicinae
  - Eugerygone Finsch, 1901
  - Petroica Swainson, 1829
- podčeleď Pachycephalopsinae
  - Pachycephalopsis Salvadori, 1879
- podčeleď Amalocichlinae
  - Amalocichla De Vis, 1892 [P. 6]

## Popis

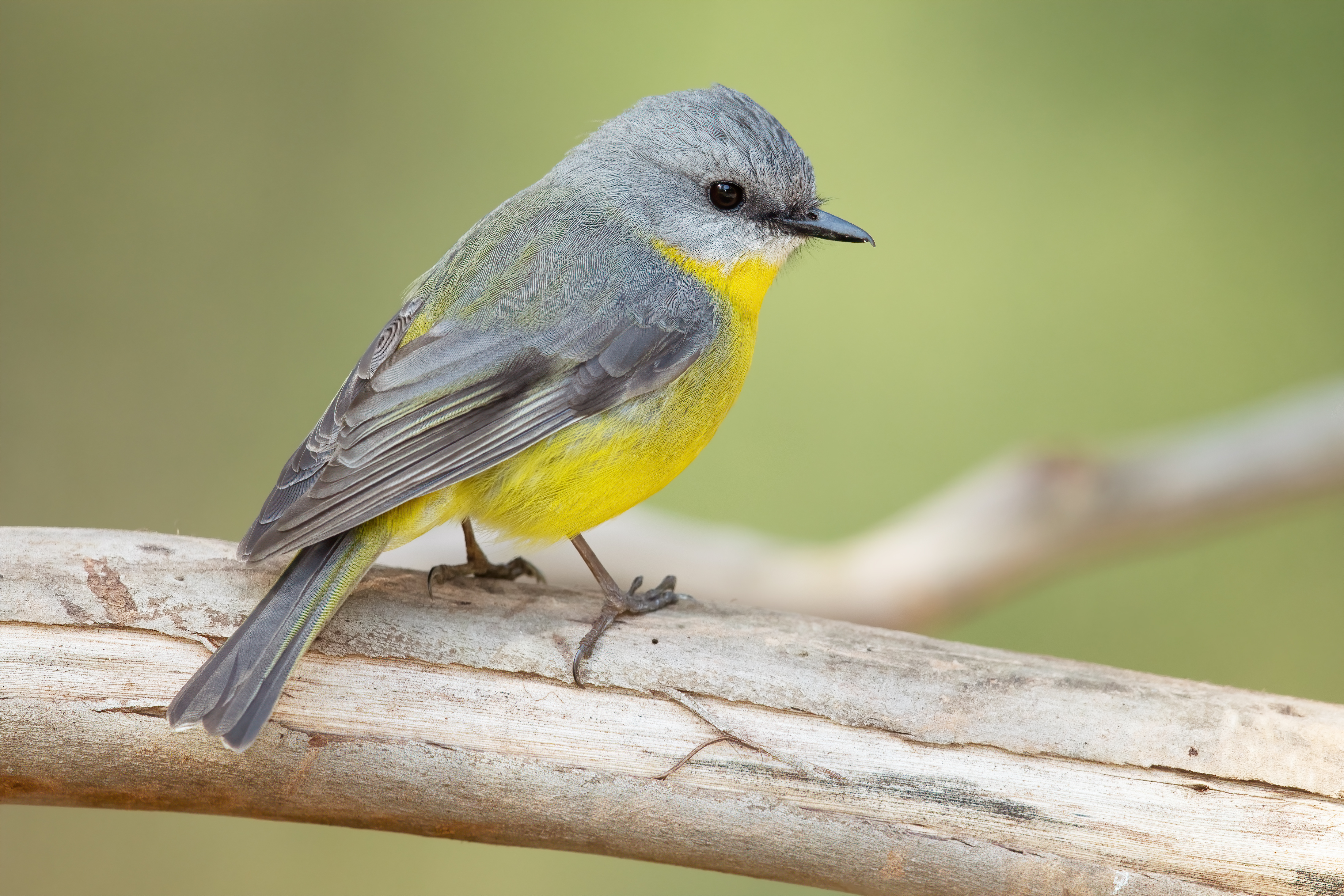
Lejsčík žlutý (Eopsaltria australis)

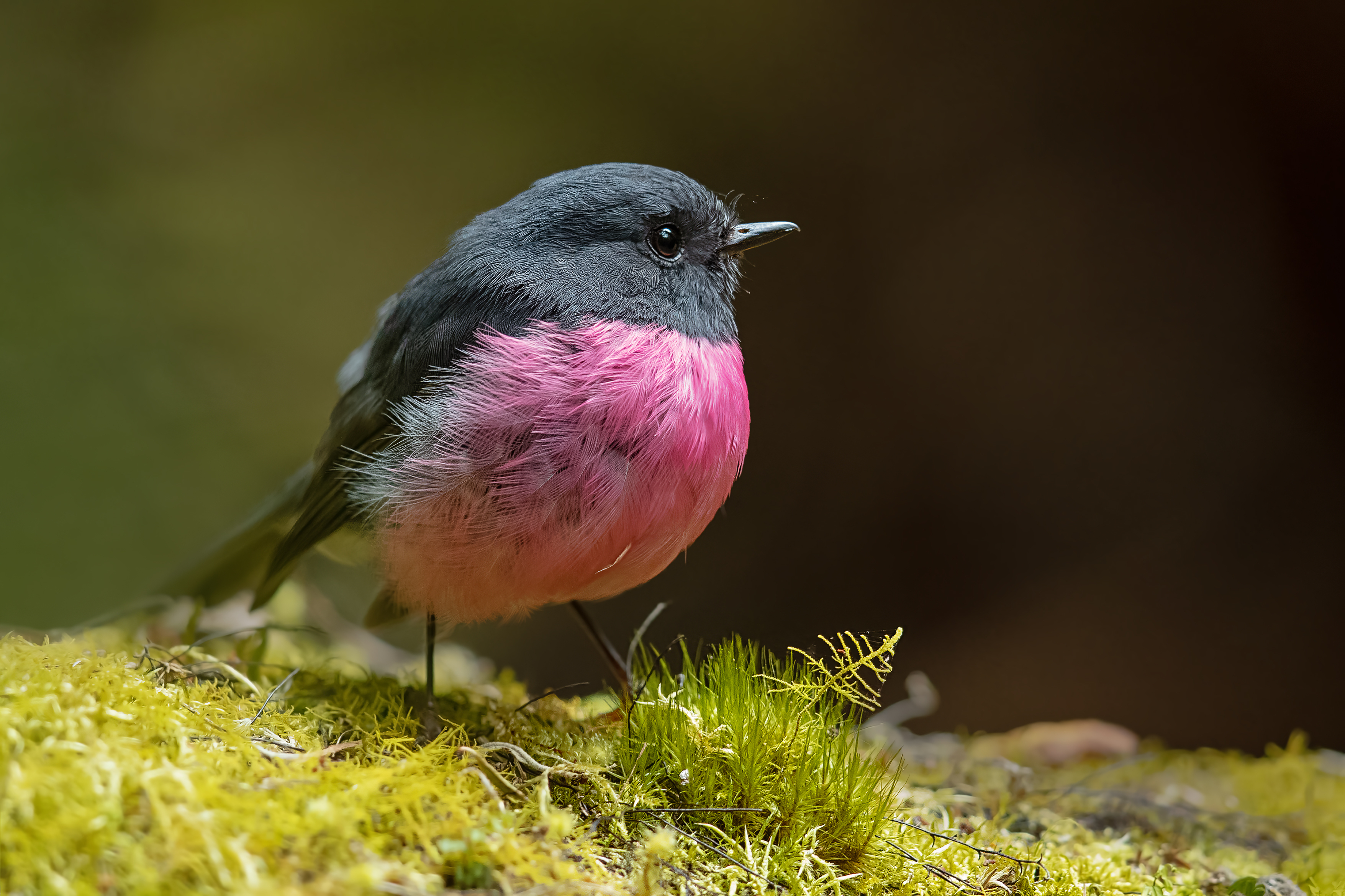
Lejsčík růžovobřichý (Petroica rodinogaster)

Lejsčíkovití jsou menší zpěvní ptáci vejčitého tvaru těla se vzpřímeným postojem. Dosahují maximální velikosti těla asi 25 cm, příkladem mohutnějšího zástupce je lejsčík jihoaustralský (Drymodes brunneopygia). Lejsčíkovití bývají spíše podsadití, s velkou a kulatou hlavou a výraznýma očima. Konkrétní tělesné proporce se však různí v závislosti na obývané ekologické nice, přičemž lejsčíkovití konvergentně zastávají podobné návyky jako praví lejskovití, pěnicovití či drozdovití. Zatímco většina zástupců má středně dlouhé a štíhlé běháky, pozemní formy, jako například novozélandské druhy z rodu Petroica, mají končetiny delší a statnější. U lejsčíkovitých, již loví létající hmyz, naopak došlo ke zkrácení končetin. Zobák je krátký až středně dlouhý a rovný, zejména u druhů živících se větším hmyzem však na konci bývá hákovitý. Pro lov hmyzu přímo za letu se hodí zvláště širší a plošší zobák; nejdelší a zároveň nejširší zobák má z tohoto pohledu lejsčík černoprsý (Plesiodryas albonotata), a sice o rozměrech asi 23 × 10 mm. U většiny lejsčíkovitých zobák zároveň doplňují smyslové štětinky.
Křídlo tvoří deset ručních a devět předloketních letek, zatímco ocas dvanáct rýdovacích per. Proporce křídel a ocasu se mezi jednotlivými druhy opět různí, přičemž tvar křídel určuje spíše preferovaná ekologická nika, paradoxně nikdy ne existence migračního chování. Kulatější křídla mívají spíše lejsčíkovití s pozemním stylem života, resp. pohybující se v husté přízemní vegetaci; aktivnější letci se vyznačují křídly špičatými. Ocas obecně dosahuje 70–80 % délky křídla, může však být kratší, jako u lejsčíka bělobokého (Peneothello bimaculata), či naopak delší, jako u rodu Drymodes. Konec ocasu bývá rovný, u lejsčíka mangrovového (Peneothello pulverulenta) zakulacený.
Peří bývá na svrchních partiích hnědé, olivové nebo černé a na spodních partiích světle hnědé, bílé, žluté, červené nebo růžové. Hlavu často zdobí kontrastní obličejová maska, „čepička“ či jiný podobný vzor. Pohlavní dimorfismus ve zbarvení se objevuje pouze u některých rodů. Zatímco samci rodu Petroica tak hýří relativně výraznými barvami, jejich protějšky bývají zbarveny fádním hnědavým či šedavým opeřením. V případě rodu Eopsaltria mívají samci i samice naopak shodné žluto-šedé zbarvení a pouhým pohledem je od sebe nelze spolehlivě rozlišit. Základní barevný vzor často doplňují proužky na křídlech. Obecně platí, že spodní partie mají často pestřejší zbarvení než hřbet. Juvenilní jedinci se vyznačují zbarvením výrazně odlišným od dospělého opeření, buďto na celém těle jednotným, anebo s pruhovaným či skvrnitým vzorem, přičemž nejčastěji se objevuje právě pruhování. Ostatní skupiny zpěvných ptáků v regionu mívají během dospívání ve srovnání s lejsčíky pouze matnější verzi dospělého opeření.

## Výskyt a biotop

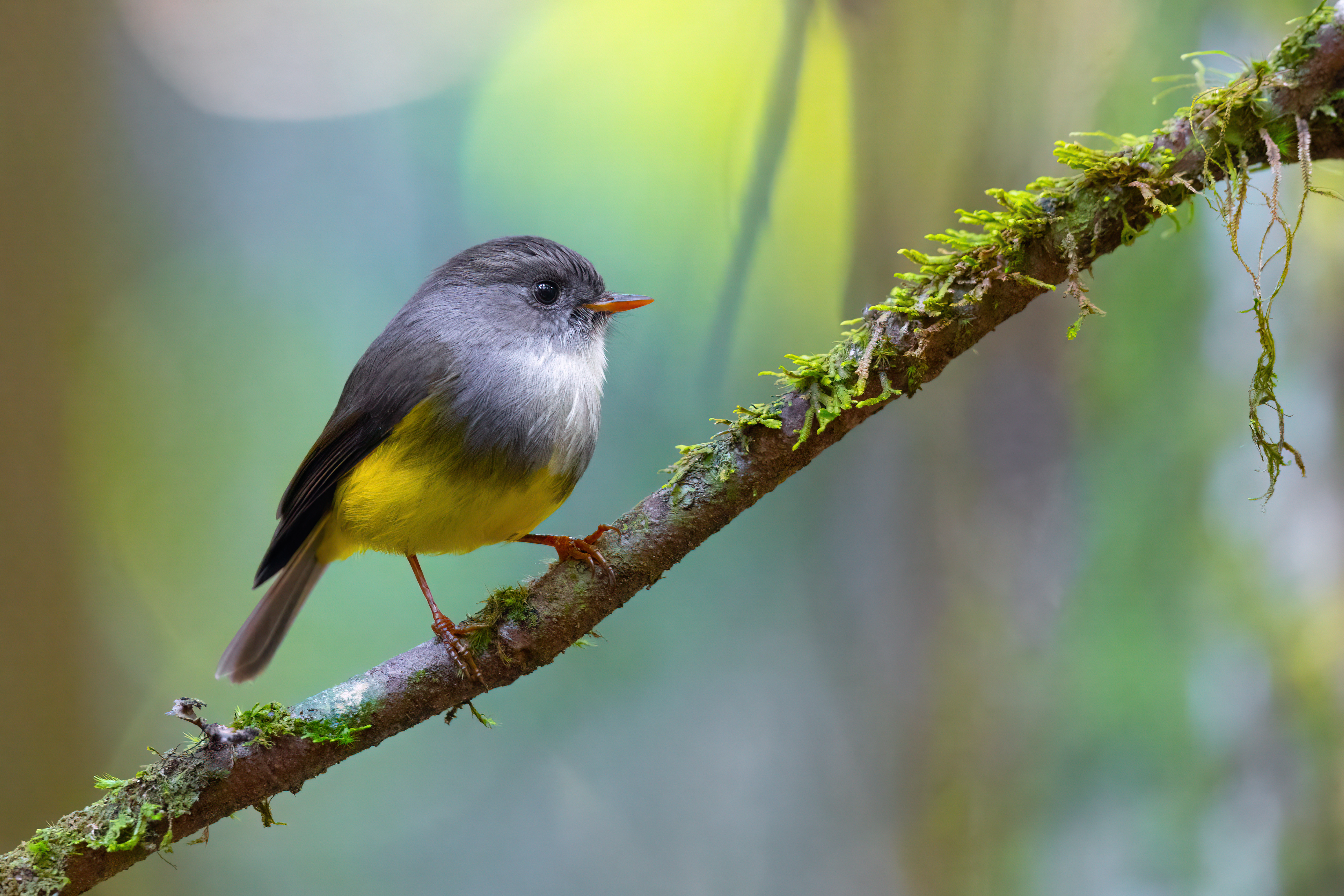
Lejsčík žlutobřichý (Cryptomicroeca flaviventris), endemit Nové Kaledonie

Centrem diverzity lejsčíkovitých je Austrálie a Nová Guinea, několik druhů se rozšířilo až na Nový Zéland, Novou Kaledonii, Tanimbarské ostrovy, Norfolk, Vanuatu, Šalomounovy ostrovy, Fidži a Samou. Při diverzifikaci v Austrálii a na Nové Guineji hrály zásadní roli vikariantní speciace, tedy situace, kdy je původní populace rozdělena geografickou bariérou na dvě srovnatelně velké subpopulace. K rozptýlení na okolní ostrovy došlo pouze několikrát, přičemž tyto ostrovní druhy sdílejí lejskům podobný tělní plán („flycatcher“ body form), jenž tak může představovat specifickou preadaptaci pro transoceánské migrace. Úspěšný byl v tomto ohledu zvláště rod Petroica, jenž mj. osídlil Nový Zéland, Šalomounovy ostrovy a jihozápadní Pacifik, zatímco mimo Austrálii a Novou Guineu dále žije pouze následujících několik zástupců: lejsčík tanimbarský (Microeca hemixantha) na Tanimbarských ostrovech, lejsčík říční (Monachella muelleriana coultasi) na Nové Británii a lejsčík žlutobřichý (Cryptomicroeca flaviventris) na Nové Kaledonii.
Co se týče přirozených stanovišť, lejsčíkovití se vyskytují primárně v různých typech zalesněných biotopů ve všech nadmořských výškách. Žijí od hustých tropických deštných lesů přes otevřené suché lesy až po křovinné porosty v aridnějších oblastech. Některé druhy tolerují i otevřenější krajinu. Pro novoguinejské lejsčíky platí, že většina z nich žije v deštných lesích, přičemž jednotlivé druhy obývají konkrétní rozsah nadmořské výšky, což možná umožňuje jejich vzájemnou koexistenci v důsledku diferenciace nik. Konkrétní druhy však mohou mít specifičtější požadavky na biotop, lejsčík mangrovový tak kupříkladu žije výhradně v mangrovníkových porostech, lejsčík říční zase vyžaduje rychle tekoucí vodní toky se skalnatými břehy a vyčnívajícími balvany, kde si obstarává potravu. Na Novém Zélandu lejsčíkovití kolonizovali zejména původní lesy tvořené pabuky a podokarpy, pronikají však i do pobřežních oblastí či subalpínského pásma. V Austrálii lejsčíkovití kolonizovali širší spektrum stanovišť a bývají obecně méně specializovaní, často navštěvují ekotony mezi zalesněnou a otevřenější krajinou, někdy i obdělávanými oblastmi. Lejsčík kápový (Melanodryas cucullata) představuje příklad druhu, jenž pronikl i do vyprahlého vnitrozemí australského kontinentu.

## Chování

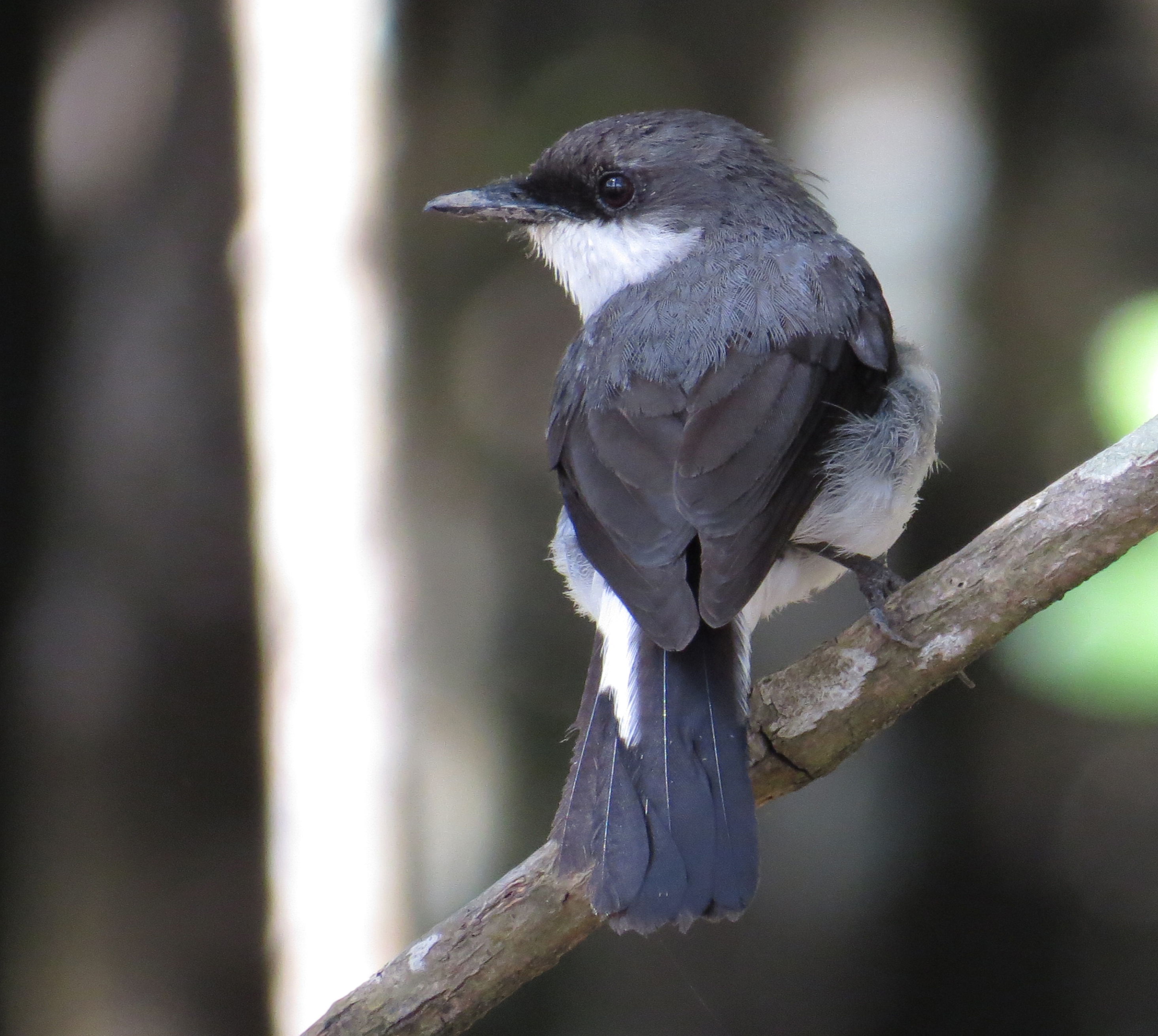
Lejsčík mangrovový

Většina lejsčíkovitých vytváří páry nebo malé rodinné skupiny, některé druhy se v mimohnízdní sezóně sdružují i do hejn. Zatímco lejsčík bělooký (Pachycephalopsis poliosoma) a křovinný (Pachycephalopsis hattamensis) patří mezi plaché obyvatele lesního podrostu, většina lejsčíků není příliš bázlivá a snáší i přítomnost lidských pozorovatelů. Je pro ně typické mrskání ocasem a křídly, užívané zejména jako výhrůžný postoj, ale toto chování může být spojeno i se získáváním potravy. Ozývají se hvízdavým či pískavým zpěvem a ostrým poplašným voláním. Zpěv není lidskému posluchači nepříjemný, ale nebývá ani příliš propracovaný – výjimkou budiž lejsčík chathamský (Petroica traversi). Lejsčíci zpívají hlasitě a poměrně vytrvale, někteří z nich jsou v tomto ohledu aktivní mezi prvními ptáky ještě před svítáním a aktivitu posléze tlumí až za soumraku jako jedni z posledních pěvců. Nejvydatnější pěvecké projevy lze očekávat během období rozmnožování.
Relativně špatně probádané zůstávají v případě lejsčíkovitých jejich migrační pohyby, jež je obtížné studovat, protože ptáci se v jednotlivých oblastech mohou vzájemně nahrazovat, což vyvolává mylný dojem, že zde žijí celoročně. Většina známých zástupců žije nejspíše usedle, případně během roku provádí výškové migrace. Přestože v Austrálii bylo kroužkováno mnoho jedinců několika druhů, jenom zlomek z nich se vzdálil více než 10 km od místa odchytu, což platilo i pro druhy, o nichž je známo, že migrace podstupují. Lejsčík rudočelý (Petroica goodenovii), široce rozšířený na australském kontinentu, je jedním ze známých migrantů, byť povaha migrací zůstává jen špatně známá a zdá se, že zvláště na východě Austrálie lejsčíci rudočelí zůstávají usedlí během celého roku. Nejvýraznější migrační chování vykazuje lejsčík ohnivý (Petroica phoenicea), jenž hnízdí v zalesněných horských oblastech jihovýchodní Austrálie, přibližně v březnu se však přesouvá do nižších poloh a otevřenějších areálů podél západních svahů Velkého předělového pohoří. V rekordních případech může urazit i více než 350 km. Situaci však komplikují jedinci, kteří tráví na hnízdištích celý rok, stejně jako nejistota ohledně migrace tasmánské populace, jež by musela překonat Bassův průliv. Migrační chování budou vykazovat spíše druhy, které se živí létajícím hmyzem (jako je lejsčík ohnivý), neboť jde o sezónní potravní zdroj dostupný převážně v teplejších měsících roku oproti pozemním členovcům, kteří jsou k dispozici víceméně celoročně.
Lejsčík rudočelý upadá během chladných nocí do stavu torporu – tato ekofyziologická adaptace umožňuje šetřit energií a objevuje se rovněž u jiných ptáků australského vnitrozemí.

### Potrava

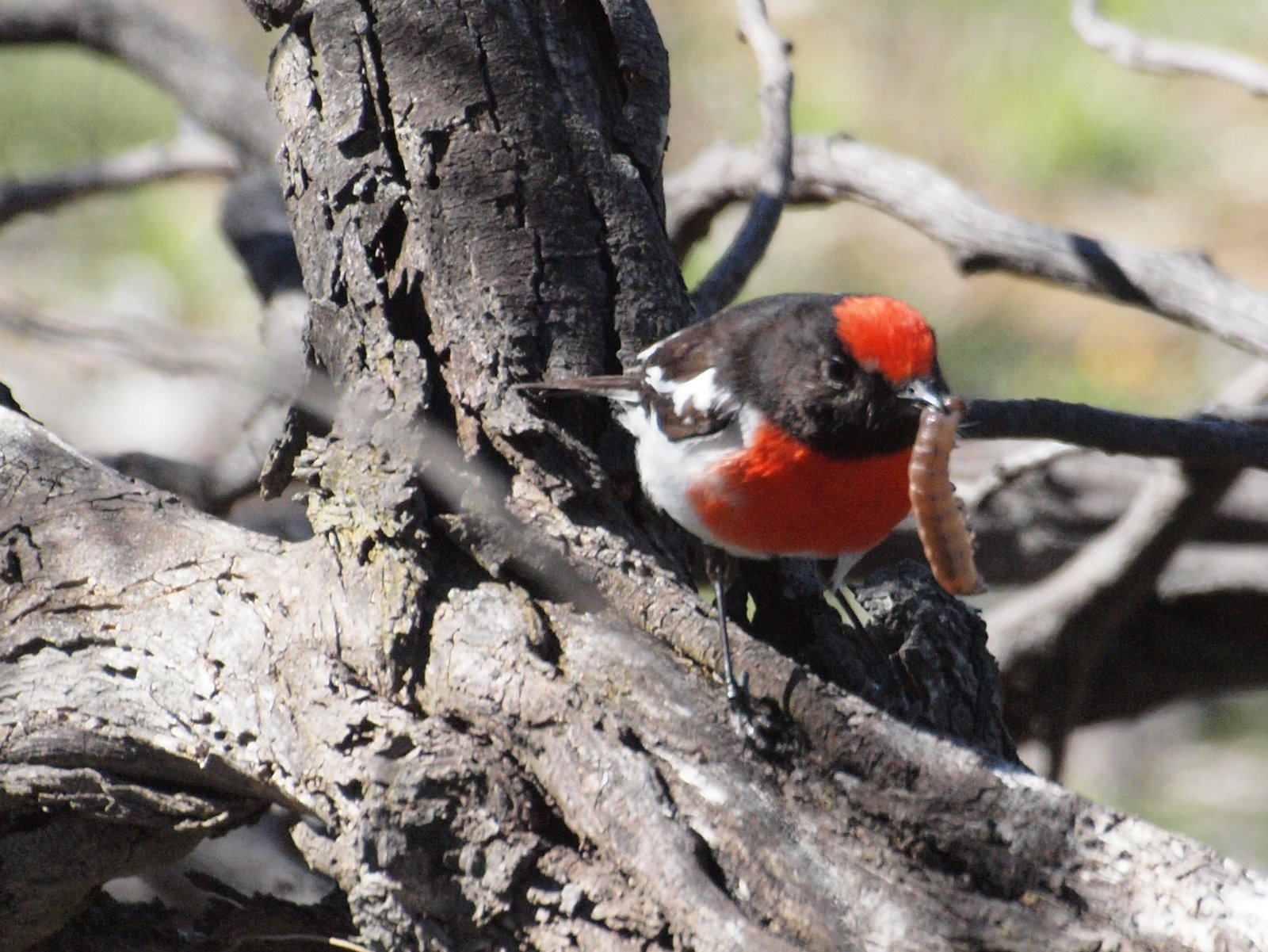
Lejsčík rudočelý (Petroica goodenovii) s kořistí

Hlavní složku potravy lejsčíkovitých tvoří hmyz, loví však i jiné bezobratlé, jako jsou pavouci, žížaly, a dokonce i měkkýši, krabi či pijavice. Někteří lejsčíci mohou přemoci i menší druhy obratlovců, určitý podíl potravy pak může tvořit i rostlinná složka, jako jsou bobule. Většina druhů se na svou kořist vrhá na zem z nízkého posedu, v oblasti osídlené lidmi mohou k tomuto účelu sloužit i sloupky plotů a jiné podobné předměty. Posedová místa mohou tito ptáci pravidelně střídat podle toho, jakou úspěšnost jim přinášejí. Řada druhů využívá podobný způsob lovu ve více než 60 % případů, některé, jako lejsčík šedotemenný (Heteromyias cinereifrons), takto loví prakticky výhradně. Lejsčíci do určité míry praktikují i jiné lovecké techniky, jako je vyhledávání hmyzu na kůře stromů, větvičkách či v listoví, anebo jeho lov přímo za letu: v takovém případě mohou buďto sbírat kořist z povrchu listů, anebo ji polapit rovnou ve vzduchu. Některé druhy, jako je lejsčík růžovoprsý (Petroica rosea), tyto jinak spíše okrajovější techniky lovu využívají primárně. Lejsčík šedohnědý (Microeca fascinans) někdy pátrá po hmyzu vznášením se nízko nad zemí a tento neobvyklý styl letu mu vynesl přezdívku „hypnotizující pták“. Konečně, někteří lejsčíkovití pátrají po kořisti přímo na zemi.
Podobně jako řada dalších ptačích druhů si i lejsčíkovití mohou určitou část nalezené potravy schovávat na později, a to buďto na stejná, anebo různá místa. Toto chování bylo prokázáno například u novozélandských lejsčíků druhu Petroica longipes, přičemž zajímavým zjištěním je, že v jejich případě odporuje teoretickým předpovědím, podle nichž by jedinci podřízení ve vzájemném kompetičním vztahu měli schraňovat více potravy než jedinci dominantní. U lejsčíků naopak největší množství potravy schraňovali samci, kteří zároveň dominovali ve vzájemných potyčkách o potravu se samicemi.

### Hnízdění

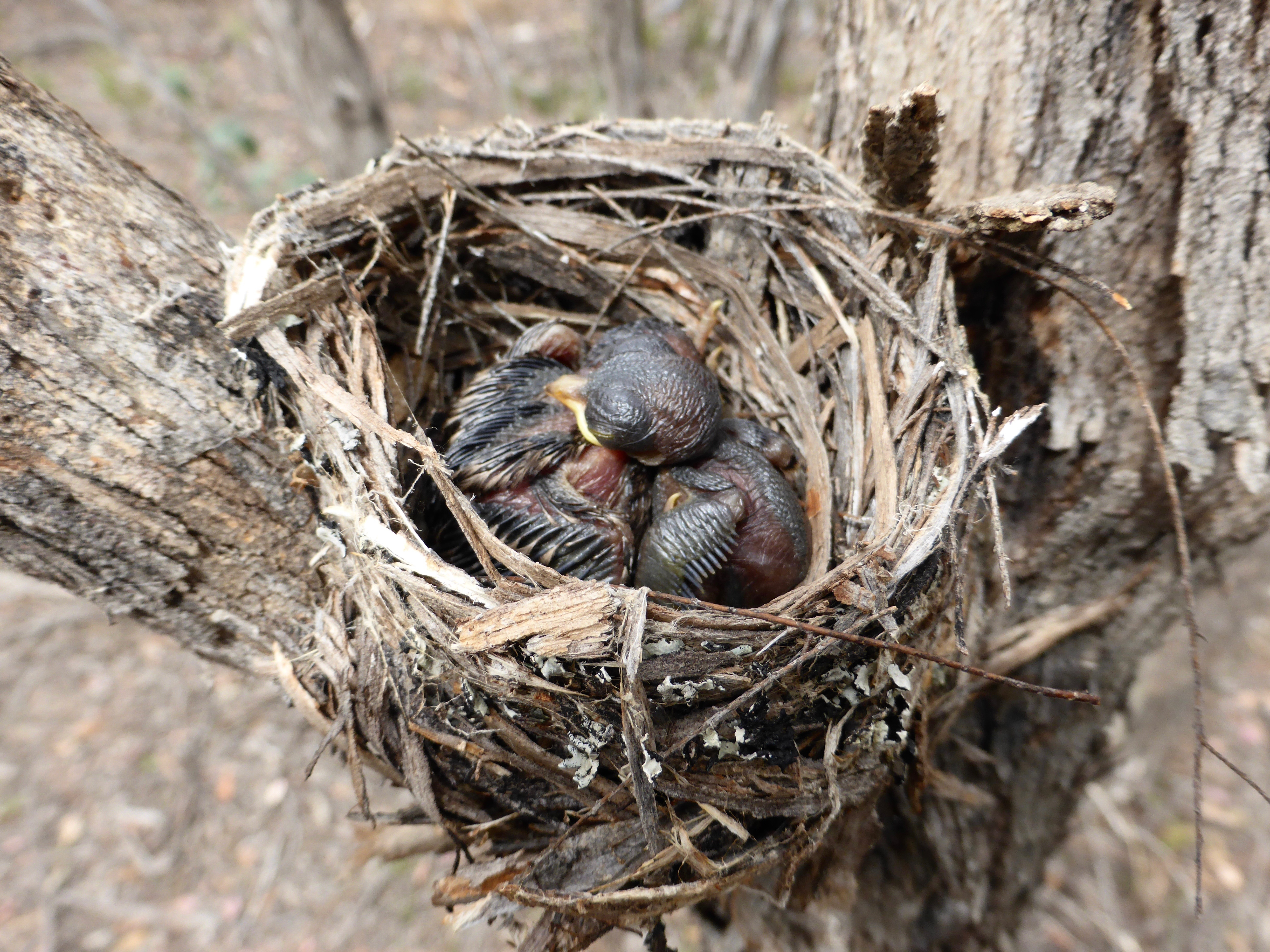
Hnízdo a mláďata lejsčíka žlutého

Lejsčíkovití žijí v monogamních, často dlouhodobě stabilních párech, a dokonce i relativně schopní migranti, jako je lejsčík ohnivý, se každoročně vracejí na shodná hnízdiště. Obývané území si páry během období rozmnožování náruživě brání, některé druhy dokonce i po zbytek roku. Samotných snůšek mohou lejsčíci během roku naklást vícero, někdy dokonce i šest za sezónu. Vzájemné konflikty mezi lejsčíky mohou vyústit i ve fyzické potyčky. Zajímavostí je, že lejsčíkovití napadají nejen zástupce vlastního druhu, ale své území často chrání i před ostatními podobně velkými pěvci včetně jiných lejsčíkovitých, možná i v důsledku vzájemné kompetice o potravní zdroje. Pro některé lejsčíky je typická přítomnost pomocníků („helpers“), potomků z předchozích snůšek, kteří hnízdnímu páru pomáhají odchovávat nová mláďata – tato strategie byla zjištěna u lejsčíka žlutého (Eopsaltria australis) či žlutavého (Tregellasia capito), jen zřídka se však objevuje u rodu Petroica.
Námluvy zůstávají v případě lejsčíků jen špatně probádány, zaznamenanými projevy jsou například třepotání křídly, krmení samice ze strany samce nebo letecké demonstrace doprovázené zpěvem, jako se tomu děje u lejsčíka šedohnědého nebo žlutavobřichého (Microeca flavigaster). Hnízdo staví samice, ovšem z materiálu poskytnutého samcem. Většinou se jedná o otevřenou miskovitou stavbu z malých větviček, kořínků a úponků popínavých rostlin, které jsou spojeny pavoučím hedvábím a doplněny mechem a lišejníky, někdy visicí ze spodní poloviny hnízda. Pro menšinu druhů jsou typická hnízda plochá až talířovitá. Umístění hnízda je v závislosti na rodu značně variabilní a pohybuje se od dutin stromů přes popínavou vegetaci, větve (a vidlice z větví) až po paty kmenů stromů.
Výstelku hnízda tvoří úponky a peří. Snůška činí 1 až 3 vejce, u některých druhů však až 6 vajec, zatímco pro lejsčíka jihoaustralského je typické pouze jediné vejce na snůšku. Zbarvení vajec se pohybuje od světle šedobílé až po hnědě olivovou, bývají doplněna o šedohnědé nebo červenohnědé skvrnky, často koncentrované do určitých částí vejce. Inkubační doba trvá 14 až 20 dní, přičemž za inkubaci zodpovídá zejména samice, zatímco samec (a případně i „helpers“) jí opatřují potravu. Mláďata mohou opustit hnízdo po 12 až 22 dnech, nicméně ještě nějakou dobu poté využívají poskytované potravy. Hnízdní úspěšnost nemusí být příliš vysoká, protože snůšky často padnou za oběť různým predátorům, etablovaným zejména mezi většími druhy ptáků. Lejsčíci rodu Petroica se často stávají cílem hnízdního parazitismu místních kukaček.

## Ohrožení a vztah s lidmi

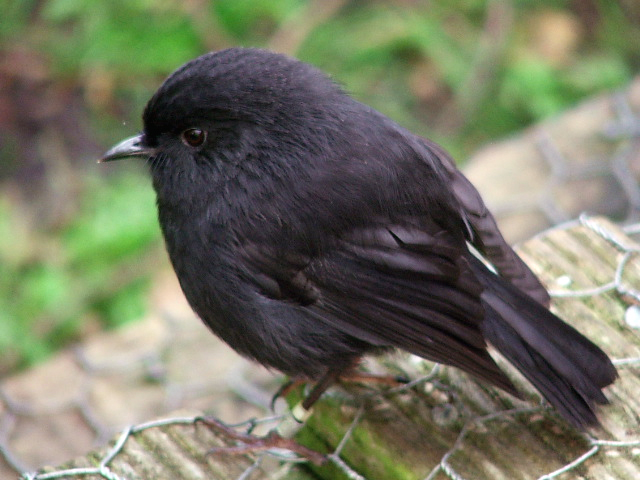
Lejsčík chathamský (Petroica traversi)

Mezinárodní svaz ochrany přírody (IUCN) hodnotil k červnu roku 2024 celkem 45 druhů lejsčíkovitých mezi málo dotčenými, 4 druhy mezi téměř ohroženými, 3 druhy mezi zranitelnými a 1 druh mezi ohroženými. Žádný zástupce nebyl klasifikován ani mezi kriticky ohroženými druhy, ani mezi druhy novodobě vyhynulými.
Jediným ohroženým druhem je lejsčík šarlatovobřichý (Petroica multicolor), endemit ostrova Norfolk, jenž je vystaven predaci ze strany zavlečených krys a jehož celková velikost populace činila dle odhadů z roku 2018 asi 750 dospělých jedinců. Nepočetné populace a omezený areál výskytu mají i dva ze druhů zranitelných. Lejsčík Petroica dannefaerdi, původně sdružovaný do jednoho druhu spolu s lejsčíkem novozélandským (P. macrocephala), žije pouze na Snárských ostrovech u novozélandského pobřeží a třebaže jeho populace zůstávají stabilní, pouhých 500 párů činí tento druh náchylný k vyhynutí v případě zavlečení predátorů či přítomnosti jiného ohrožujícího faktoru. Ochranářské programy stály za záchranou lejsčíka chathamského z Chathamských ostrovů; na konci 19. století začaly jeho populace rychle klesat a na začátku 80. let 20. století šlo o ptačí druh s nejmenší populací vůbec, jež čítala pouhých pět ptáků. Současná populace, která díky lidským zásahům od roku 2012 trvale činí více než 250 dospělých jedinců, vzešla z potomstva jediného chovného páru a její trend zůstává stabilní. Početnější celkovou populaci (36 000–73 000 dospělců), která však z ne zcela zřejmých příčin relativně rychle klesá, má lejsčík tasmánský (Melanodryas vittata) z Tasmánie a přihlehlých ostrovů. IUCN od roku 2022 považuje tento druh rovněž za zranitelný, a to kvůli populačnímu poklesu o >30–49 % během posledních deseti let.
Lejsčíkovití nemají pro člověka přímý ekonomický význam, jejich krotká povaha, někdy půvabné zbarvení a příjemný zpěv z nich však činí oblíbený cíl pozorovatelů ptáků. Svou roli mohou hrát i v kultuře místních obyvatel, a sice v pozitivním, ale i negativním smyslu: například členové lidu Kalam považují lejsčíka šedomodrého (Peneothello cyanus) za čarodějného ptáka, jenž v nich vzbuzuje strach svou schopností rychle střídat posedy během pěveckých projevů, aniž by byl sám viděn. Zpěv lejsčíka říčního (Monachella muelleriana) naopak zastává důležitou úlohu v rituálních tancích puak, které pomáhají udržovat jednotu mezi konkrétními vesnicemi v pohoří Finisterre na severovýchodě Nové Guineje.